# Hugo van Lotharingen
Hugo van Lotharingen (ca. 855 – Abdij van Prüm, 895) was de buitenechtelijke zoon van Lotharius II en diens minnares Waldrada. Ondanks pogingen van zijn vader daartoe, erfde hij niet diens koninkrijk, maar kreeg in 867 wel het hertogdom Elzas van Lodewijk de Duitser.
Lotharius II was in het voorjaar van 869 naar paus Adrianus II gereisd met het verzoek van Teutberga te mogen scheiden. Dat huwelijk was hem opgedrongen geweest. De nieuwe paus stond hem de scheiding toe. En nu zou zijn verhouding met Waldrada en de kinderen die zij hadden, kunnen worden erkend. Maar op de terugweg werd hij ernstig ziek (malaria) en hij stierf op 34-jarige leeftijd.
In 877 deed Hugo zijn eerste poging om zijn deel van de erfenis te verkrijgen. Er wordt van de 'Lotharische opstand' gesproken. Ondanks steun van de Lotharingse adel had hij geen succes. Paus Johannes VII deed hem in 878 in de ban. Toen zijn neef Lodewijk de Stamelaar in 879 overleed, trok hij de macht in Lotharingen naar zich toe. Teutbald, gehuwd met Hugo's zuster Berta, werd de belangrijkste veldheer van de opstandelingen. In de Annales Fuldenses wordt hij een tiran genoemd. Waarschijnlijk weigerde hij de opvolging door Lodewijks zonen, Lodewijk III van Frankrijk en Karloman II van Frankrijk, te erkennen in West-Francië en van Boso in de Provence. Lodewijk III de Jonge, zoon van Lodewijk de Duitser, kwam de jonge Lodewijk en Karloman te hulp. In 880 versloeg hij Hugo bij Verdun en brandde hij diens kasteel af.
Lodewijk III de Jonge probeerde Hugo tevreden te stellen door hem in 882 de Elzas in leen te geven, maar desondanks kwam Hugo in opstand. Zijn zuster Gisela van Lotharingen trouwde in 882 als onderdeel van een vredesverdrag met Godfried, de Vikingleider en hertog van Friesland. Mede dankzij graaf Witbert had Godfried een belangrijke positie in de Friese kustlanden ingenomen. Witbert was Hugo's neef, de zoon van Lotharius' zuster. Lotharius had Witbert als pleegzoon aangenomen en Hugo en Witbert waren samen opgegroeid. In 883 had Hugo een belangrijk deel van de Lotharische adel achter zich gekregen. Met Godfried probeerde Hugo zijn vaders koninkrijk terug te krijgen, maar in 885 kreeg Karel de Dikke lucht van het complot en liet hen oppakken door Hendrik van Babenberg. Godfried werd ter dood gebracht en Hugo werd de ogen uitgestoken. Hugo werd daarna naar de Abdij van Sankt Gallen in Zwitserland gestuurd, daarna naar de Abdij van Fulda en uiteindelijk naar de Abdij van Prüm. Hugo ontving van de abt Regino de tonsuur. Regino kreeg zo het verhaal van de Lotharische opstand uit de eerste hand en schreef er over in zijn Kroniek van de daden van de Frankische koningen (885). Hugo stierf een aantal jaren later en werd, net als zijn grootvader Lotharius I, in de abdijkerk bijgezet.
Als Hugo's complot met Godfried was geslaagd, was de Deense overheersing in Neder-Lotharingen stabieler geworden en had er een 'tweede Normandië' kunnen ontstaan.

## Voorouders
| Voorouders van Hugo hertog van de Elzas | Voorouders van Hugo hertog van de Elzas                           | Voorouders van Hugo hertog van de Elzas                           | Voorouders van Hugo hertog van de Elzas                     | Voorouders van Hugo hertog van de Elzas                     | Voorouders van Hugo hertog van de Elzas                     | Voorouders van Hugo hertog van de Elzas                     | Voorouders van Hugo hertog van de Elzas                     | Voorouders van Hugo hertog van de Elzas                     |
| --------------------------------------- | ----------------------------------------------------------------- | ----------------------------------------------------------------- | ----------------------------------------------------------- | ----------------------------------------------------------- | ----------------------------------------------------------- | ----------------------------------------------------------- | ----------------------------------------------------------- | ----------------------------------------------------------- |
| Overgrootouders                         | Lodewijk de Vrome (778-840) ∞ Ermengarde van Haspengouw (778-818) | Lodewijk de Vrome (778-840) ∞ Ermengarde van Haspengouw (778-818) | Hugo van Tours (775-837) ∞ Ava van Morvois (-870)           | Hugo van Tours (775-837) ∞ Ava van Morvois (-870)           | ? (–) ∞ ? (-)                                               | ? (–) ∞ ? (-)                                               | ? (–) ∞ ? (-)                                               | ? (–) ∞ ? (-)                                               |
| Grootouders                             | Lotharius I (795-855) ∞ Irmgard (805-851)                         | Lotharius I (795-855) ∞ Irmgard (805-851)                         | Lotharius I (795-855) ∞ Irmgard (805-851)                   | Lotharius I (795-855) ∞ Irmgard (805-851)                   | ? (-) ∞ ? (-)                                               | ? (-) ∞ ? (-)                                               | ? (-) ∞ ? (-)                                               | ? (-) ∞ ? (-)                                               |
| Ouders                                  | Lotharius II (835-869) ∞ Waldrada van Lotharingen (840-869)       | Lotharius II (835-869) ∞ Waldrada van Lotharingen (840-869)       | Lotharius II (835-869) ∞ Waldrada van Lotharingen (840-869) | Lotharius II (835-869) ∞ Waldrada van Lotharingen (840-869) | Lotharius II (835-869) ∞ Waldrada van Lotharingen (840-869) | Lotharius II (835-869) ∞ Waldrada van Lotharingen (840-869) | Lotharius II (835-869) ∞ Waldrada van Lotharingen (840-869) | Lotharius II (835-869) ∞ Waldrada van Lotharingen (840-869) |
| Hugo hertog van de Elzas (855-995)      |                                                                   |                                                                   |                                                             |                                                             |                                                             |                                                             |                                                             |                                                             |